# Abraxas cuneata
Abraxas cuneata är en fjärilsart som beskrevs av Rayner 1909. Abraxas cuneata ingår i släktet Abraxas och familjen mätare. Inga underarter finns listade i Catalogue of Life.